# Jezioro Myśliborskie
Jezioro Myśliborskie – duże jezioro w zachodniej Polsce, położone w województwie zachodniopomorskim, w powiecie myśliborskim, w gminie Myślibórz, w granicach administracyjnych miasta Myślibórz.

## Położenie i opis
Jezioro położone jest w środkowej części powiatu myśliborskiego, na terenie Pojezierza Myśliborskiego, którego jest największym akwenem. Nad jego południowym brzegiem rozciągają się zabudowania Myśliborza. Wokół zbiornika przeważają łąki i pola uprawne, przy czym bezpośrednio przy jeziorze istnieje pas drzew i krzewów. Odpływem jeziora jest rzeka Myśla, która niesie wody na południe. Do zbiornika uchodzi szereg niewielkich cieków: Kanał Kruszwin od zachodu, Kanał Będziński i Kanał Czółnów od wschodu oraz Kanał Głęboki od północy. W południowej części jeziora znajduje się niewielka wyspa.
Jezioro nadaje się do uprawiania żeglarstwa i turystyki wodnej. Organizowane są na nim międzynarodowe regaty m.in. Regaty im. Leonida Teligi i Regaty o Błękitną Wstęgę Jeziora Myśliborskiego. Nad zbiornikiem oprócz Myśliborza, położonych jest szereg miejscowości: Czółnów, Dąbrowa, Kruszwin, Utonie.

## Hydronimia
Jezioro pojawia się w źródłach w 1780 roku – początkowo jako Soldinsche See, a następnie: Soldiner See (1833), Soldyńskie (1883), Myśliborskie Jezioro (1951), J. Myśliborze (1964). Obecna nazwa Myśliborskie Jezioro została wprowadzona 4 kwietnia 1950 roku. Państwowy rejestr nazw geograficznych jako nazwę urzędową jeziora podaje Myśliborskie Jezioro, wymieniając nazwę oboczną Jezioro Myśliborskie.

## Morfometria
Według danych Instytutu Rybactwa Śródlądowego powierzchnia zwierciadła wody jeziora wynosi 617,7 ha, natomiast A. Choiński, poprzez planimetrowanie na mapach 1:50 000, określił wielkość jeziora na 595 ha. Jeziorna jednolita część wód powierzchniowych ma powierzchnię 637 ha.
Średnia głębokość zbiornika wodnego to 8,4 m, a maksymalna – 22,3 m. Objętość jeziora wynosi 51 943,4 tys. m³. Maksymalna długość jeziora to 6500 m, a szerokość 1600 m. Długość linii brzegowej wynosi 21 tys. m.
Według Atlasu jezior Polski (red. J. Jańczak, 1996) lustro wody znajduje się na wysokości 58 m n.p.m., natomiast według numerycznego modelu terenu udostępnionego przez Geoportal 58,2 m n.p.m.
Według Mapy Podziału Hydrograficznego Polski leży na terenie zlewni szóstego poziomu Bezpośrednia zlewnia jez. Myśliborskiego. Identyfikator MPHP to 191259.

## Zagospodarowanie
W systemie gospodarki wodnej jezioro tworzy jednolitą część wód o kodzie PLLW10946. Administratorem wód jeziora jest Regionalny Zarząd Gospodarki Wodnej w Szczecinie. Utworzył on obwód rybacki, który obejmuje między innymi wody jezior: Myśliborskiego, Czółnów (Czółnowskie), Łubie (Głazów), Jezioro Renickie (Ławy), Jezioro Wierzbnickie (Obwód rybacki Jeziora Myśliborskie na rzece Myśla – nr 5). Gospodarkę rybacką na jeziorze prowadzi Gospodarstwo Rolno-Rybackie Grzegorz Siwek. W odłowach gospodarczych w latach 2010–2019 dominował leszcz. Ustępowały mu płoć i szczupak.
Jezioro pełni również funkcje rekreacyjne. Na jeziorze funkcjonują dwa kąpieliska wyznaczone z zasadami dyrektywy kąpieliskowej: Kąpielisko przy ul. Cienistej w Myśliborzu oraz Kąpielisko usytuowane przy ul. Szarych Szeregów w Myśliborzu. W 2023 roku jakość wód na obydwu kąpieliskach oceniono jako doskonałą.

## Czystość wód i ochrona środowiska
Do końca lat 80. do jeziora odprowadzane były duże ilości miejskich zanieczyszczeń. Z tego powodu w latach 1983 i 1984 z powodu skażenia bakteriologicznego zamykano działające wówczas wokół jeziora plaże. Pod koniec lat 80. gospodarka ściekowa wokół jeziora została w dużej mierze unormowana poprzez budowę miejskiej oczyszczalni ścieków. Na początku lat 90. w dalszym ciągu problemem pozostawało wykorzystywanie gnojowicy, pochodzącej z okalających jezioro gospodarstw rolnych, do nawożenia gruntów rolnych. Podczas badań w 1993 roku stwierdzono, że wody jeziora mieściły się w II klasie czystości. Wykazano umiarkowane stężenia azotu i fosforu. Latem w wodach jeziora wzrastało stężenie chlorofilu, co świadczyło o zwiększonej produkcji pierwotnej. Przeźroczystość wód oscylowała wokół 2 m.
Badania z 2014 roku zaliczyły wody jeziora do wód o umiarkowanym stanie ekologicznym, co odpowiada III klasie jakości. Wskaźnikiem, który zadecydował o trzeciej klasie, był stan fitoplanktonu i makrofitów, podczas gdy stan fitobentosu oceniono jako dobry. W tym samym roku stan chemiczny wód określono jako dobry, nie stwierdzając przekroczenia żadnego z badanych wskaźników. W 2021 roku zbadano kilka substancji priorytetowych w tkankach ryb, stwierdzając przekroczenie norm dla PBDE i rtęci. Stan ichtiofauny oceniony na podstawie dziesięcioletnich odłowów rybackich był dobry.
Akwen znajduje się na obszarze chronionego krajobrazu o nazwie B (Myślibórz). Do północnego brzegu jeziora przylegają obszary zaliczane do obszarów specjalnej ochrony siedlisk Natura 2000 Pojezierze Myśliborskie.